# رياعة ملقاوية
رياعة ملقاوية (الاسم العلمي: Syzygium malaccense)، نوع من الأشجار المُزهرة موطنها الأصلي آسيا الاستوائية وأستراليا. وهو أحد الأنواع التي زُرعت منذ عصور ما قبل التاريخ من قبل الشعوب الأسترونيزية. نُقلت وأُدخلت عمدًا إلى أوقيانوسيا النائية لأستخدامها لصنع القوارب. وفي العصر الحديث، أُدخلت في جميع أنحاء المناطق الاستوائية، بما في ذلك العديد من البلدان والأقاليم الكاريبية.